# Birth of Joy
Birth of Joy was een Nederlandse rockband uit Utrecht. De band werd in 2008 opgericht door studenten van de Herman Brood Academie in Utrecht en heeft sindsdien vijf studioalbums uitgebracht. In 2011 kreeg Birth of Joy een platencontract aangeboden na een optreden op het Zwarte Cross-festival. In 2014 brak de band definitief door met het album Prisoner, wat ze optredens op het Pinkpop-festival, Lowlands en Best Kept Secret opleverde. De band ontleent zijn naam aan The Birth of Tragedy van Friedrich Nietzsche. De band speelde op 3 januari 2019 hun (voorlopig) laatste optreden in Paradiso, Amsterdam, na meer dan 1300 optredens in Nederland, Europa en de VS.

## Discografie

### Albums
| Album met eventuele hitnotering(en) in de Nederlandse Album Top 100 | Datum van verschijnen | Datum van binnenkomst | Hoogste positie | Aantal weken | Opmerkingen                         |
| ------------------------------------------------------------------- | --------------------- | --------------------- | --------------- | ------------ | ----------------------------------- |
| Make Things Happen                                                  | 2009                  | -                     | -               | -            | uitgebracht in eigen beheer         |
| Make Things Happen                                                  | 2012                  | -                     | -               | -            | Re-release Suburban Records         |
| Life in Babalou                                                     | 2012                  | 27-04-2013            | 48              | 1            | Suburban Records                    |
| The Sound of Birth of Joy                                           | 2013                  | -                     | -               | -            | Grand Palais/Modulor, Verzamelalbum |
| Prisoner                                                            | 2014                  | 08-02-2014            | 10              | 2            | SPV/Long Branch, Suburban Records   |
| Live at Ubu                                                         | 2015                  | -                     | -               | -            | Long Branch Records, Livealbum      |
| Get Well                                                            | 2016                  | 05-03-2016            | 53              | 2            | Suburban Records                    |
| Hyper Focus                                                         | 2018                  | 24-02-2018            | 174             | 1            | Glitterhouse Records                |